# Halvor Zangenberg
Halvor Zangenberg (født 31. januar 1881, død 4. maj 1940) var en dansk arkitekt og museumsinspektør.
Zangenberg blev knyttet til udforskningen af den danske byggeskik og Frilandsmuseet efter, at Frilandsmuseet og Dansk Folkemuseum i 1920 var blevet lagt under Nationalmuseet. Han rejste hele Danmark rundt for at finde eksempler på den traditionelle danske bygningskunst, som egnede sig til udstilling på Frilandsmuseet. Disse rejser og den dertil knyttede forskning resulterede i en række artikler om historisk byggeskik i det gamle danske område.

## Forfatterskab
- Halvor Zangenberg: "Vestfyns gamle Bøndergaarde" (i: Vestfyn. Turistforeningen For Danmark: Aarbog 1929)

### På internettet
- "Danske Bøndergaarde. Grundplaner og Konstruktioner" (Danmarks Folkeminder Nr. 31; København 1925) Arkiveret 5. marts 2016 hos  Wayback Machine
- "Byggeskikken i Præstø Amts gamle Bøndergaarde" (Aarbog for Historisk Samfund for Præstø Amt 1925; s. 59-102) (Webside ikke længere tilgængelig)
- "Gamle bornholmske Landbygninger" (Turistforeningen for Danmark: Aarbog 1926; s. 171-188) (Webside ikke længere tilgængelig)
- "Folkemuseets Landsundersøgelser af gamle Bønderbygninger" (Fra Nationalmuseets Arbejdsmark 1930; s. 39-49) (Webside ikke længere tilgængelig)
- "Lollands og Falsters gamle Bondebygninger" (Turistforeningen for Danmark: Aarbog 1936; s. 191-216) (Webside ikke længere tilgængelig)